# Powiat Mikatakaminaka
Powiat Mikatakaminaka (jap. 三方上中郡 Mikatakaminaka-gun) – powiat w Japonii, w prefekturze Fukui. W 2024 roku liczył 13 188 mieszkańców.

## Miejscowości
- Wakasa